# Les Zindigné(e)s
 (2024).
Ne doit pas être confondu avec Sarcophage.
Cet article possède un paronyme, voir Mouvement des Indignés.
Les Zindigné(e)s était une revue d'inspiration altermondialiste, décroissante qui développait des alternatives démocratiques, sociales, économiques et écologistes. Elle était dirigée par le politologue Paul Ariès et vendue sur abonnement, par internet et dans les librairies. Auparavant, elle était nommée Le Sarkophage et La Vie est à Nous.

## Historique
Tiré à 25 000 exemplaires, le premier numéro a symboliquement été mis en vente le 14 juillet 2007, dans 6 000 points de vente.
Le Sarkophage est renommé en septembre 2012 La vie est à nous ! / Le Sarkophage à la suite de la non-réélection de Nicolas Sarkozy à la présidence de la République française. En 2013, le bimestriel Le Sarkophage a fusionné avec le trimestriel Les Zindigné(e)s pour devenir le mensuel Les Zindigné(e)s.

## Contenu
Bimestriel composé de seize pages, l'éditorial de chaque numéro est signé par son rédacteur en chef, Paul Ariès. Chaque numéro, le politologue Laurent Paillard rédige Le coin des sophistes. Depuis le numéro 33, Olivier Canal tient la chronique Aujourd'hui en Chine où il est le correspondant du journal.
Avec pour devise « vouloir comprendre c'est déjà désobéir », La Vie est à nous ! / Le Sarkophage est essentiellement composé de longues tribunes d'universitaires, de journalistes ou de responsables associatifs, politiques ou syndicaux. Les thèmes essentiels sont ceux de l'écologie, de justice sociale, l’économie distributive et l’antiproductivisme. Quelques photographies et des caricatures - dont celles de Fyd et Lemo - illustrent Le Sarkophage.
Le Sarkophage se donne un double objectif : « mettre en lumière le sarkozysme entendu comme l’importation en France de la révolution conservatrice mondiale » et « devenir l’un des vecteurs de l’émergence d’une nouvelle gauche, une gauche foncièrement partageuse, anticapitaliste, antiproductiviste, anticonsumériste et antilibérale », ce que Paul Ariès dénomme le « socialisme gourmand »,. Le Sarkophage affirme vouloir montrer le « paysage d’une France malmenée, défigurée, souffrante » et « protester contre la mise sous camisole de nos espoirs d’émancipation ».
En mai 2012, l'éditorial du numéro 30 explicite l'objectif du Sarkophage, celui de « construire la gauche antiproductiviste », dans un climat politique jugé de « demi-victoire idéologique en permettant que nos thèmes aient désormais droit de cité, qu'ils soient enfin pris au sérieux » où le quinquennat de François Hollande est jugé comme celui d'une « gauche qui choisit le productivisme contre le bien-être, les classes moyennes contre les milieux populaires, le libéralisme contre le socialisme ».

## Hors-série et autres publications.
Depuis 2010, le journal publie de un à deux hors-série par an de trente-deux pages. Le premier Hors-série portait sur Ralentir la vi(ll)e, le second sur Viv(r)e la gratuité, le troisième sur Désobéir sous la gauche et le quatrième sur On change tout !, numéro qui se veut le condensé du programme d'une gauche antiproductiviste.
Un livre, La France sous Sarkophage (2011), rassemble une sélection des analyses publiées dans le bimensuel.
Le Sarkophage organise régulièrement des forums avec des villes - comme celles de Vaulx-en-Velin, de Grigny (Rhône), les Lacs de l'Essonne, ou des associations comme Emmaüs-Lescar-Pau.